# Belene (huyện)
Belene là một huyện thuộc tỉnh Pleven, Bungaria. Dân số thời điểm năm 2001 là 12581 người.